# مایانگ ایمفال
مایانگ ایمفال (به انگلیسی: Mayang Imphal) یک منطقهٔ مسکونی در هند است که در بخش ایمفال وست واقع شده‌است. مایانگ ایمفال ۲۴٬۲۳۹ نفر جمعیت دارد.